# 土壌図
土壌図（どじょうず）とは、土壌の種類毎の分布状況を地図化したものである。なお、土壌の種類分けは土壌分類法によって行われる。日本において土壌分類方法はいくつかあるが、一般的なものとして包括的土壌分類第1次試案などが挙げられる。
土壌図は国立研究開発法人農業・食品産業技術総合研究機構が運用している日本土壌インベントリーで閲覧・入手することができる。

## 土壌図の図示の例（包括的土壌分類第1次試案による27土壌群）
土壌生成の特徴から区分されており、目的に応じてさらに、水分状況や粒径等によって細分される。
- 人口物質土
- 盛土造成土
- 泥炭土
- ポドゾル
- 未熟黒ボク土
- グライ黒ボク土
- 多湿黒ボク土
- 褐色黒ボク土
- 非アロフェン質黒ボク土
- アロフェン質黒ボク土
- 石灰性暗赤色土
- 酸性暗赤色土
- 塩基性暗赤色土
- 低地水田土
- グライ低地土
- 灰色低地土
- 褐色低地土
- 未熟低地土
- 粘土集積赤黄色土